# Lucienne Cornet
Lucienne Cornet  née à Toulon en 1937 et morte le 30 août 2022 à Québec est une artiste visuelle d’origine française. Pendant plus de 60 ans, elle vit et travaille à Québec. Elle se fait connaître par ses peintures, dessins, estampes, sculptures et plus particulièrement par ses réalisations d’art public intégrées à l’architecture notamment, Le Quatuor d’Airain (1996) qui est situé à l’entrée du Centre des congrès de Québec.

## Biographie
Elle obtient un diplôme d’enseignement du dessin et des arts plastiques en 1961 à l’École des Beaux-arts de Toulon. Établie au Québec en 1969, elle y poursuit des stages de formation en art d’impression (lithographie, eau-forte, sérigraphie) dans différents ateliers. En 2000, Lucienne Cornet termine une maîtrise en art visuel à l’Université Laval, où elle enseigne le dessin de 1986 à 1991.
Artiste engagée dans son milieu, Lucienne Cornet a été présidente de la Table des arts visuels au Conseil de la culture de Québec et membre du CA du Regroupement des artistes en arts visuels (RAAV) durant de nombreuses années. Elle est lauréate de nombreux prix et reconnaissance dont, le Prix de l’Institut Canadien de Québec en 1992, elle a été décorée de l’ordre de Chevalier des arts et des lettres du ministère de la culture de France en 2000, elle a reçu le Prix d’excellence en 2011 de la culture de la ville de Québec : Reconnaissance Videre, et Prix Télé- Québec à la 7e Biennale du Dessin et de l’Estampe et du Papier-matière d’Alma en 2001.
Son travail fait partie de plusieurs collections muséales québécoises dont, le Musée national des beaux-arts du Québec, Musée régional de Rimouski, Musée d’art contemporain de Montréal, Musée des beaux-arts de Sherbrooke ainsi que de collections corporatives et privées telles que Lavalin, La Laurentienne et Banque Nationale du Canada.

## Galerie

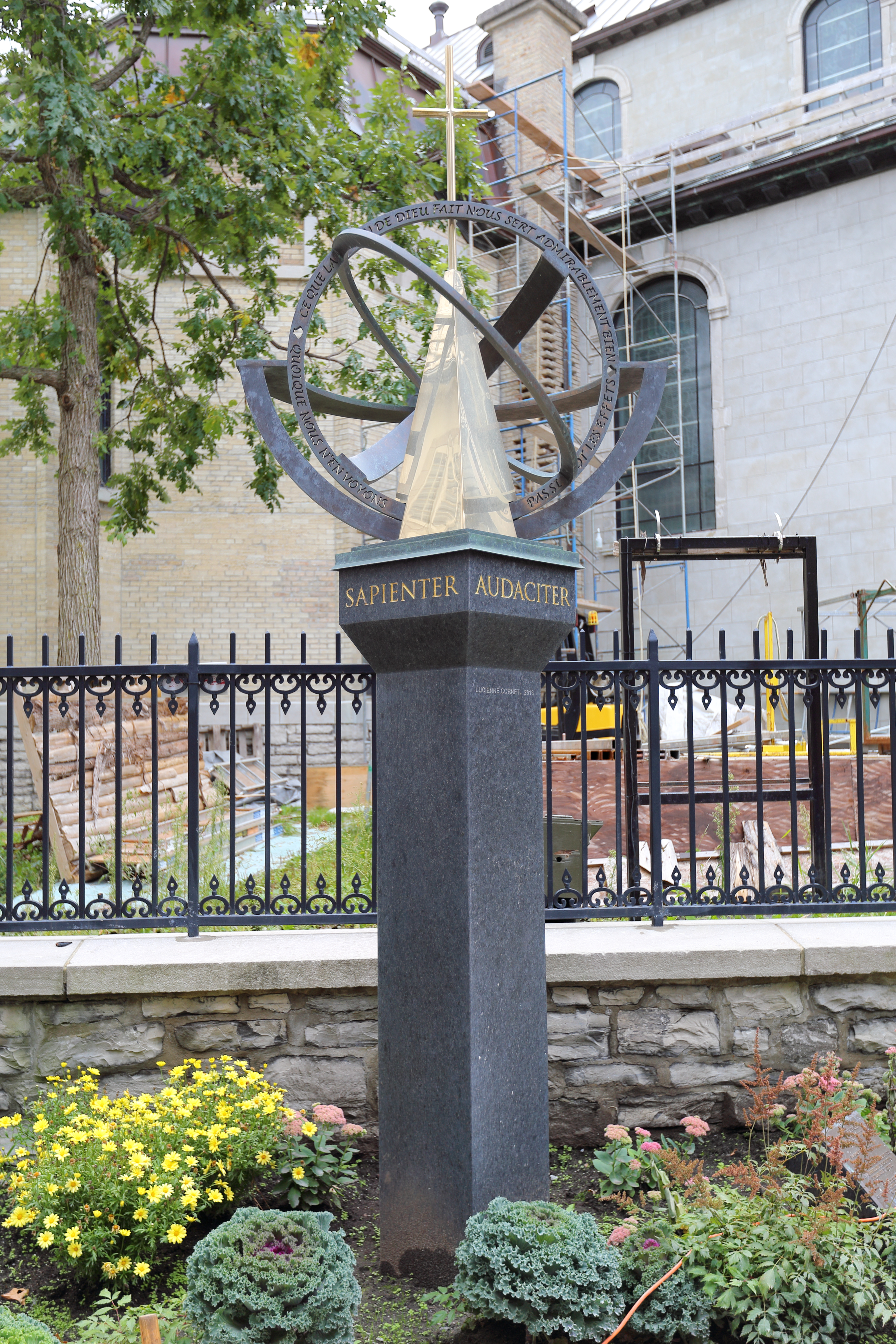
Entre terre et ciel, un horizon plein de promesses, 2013
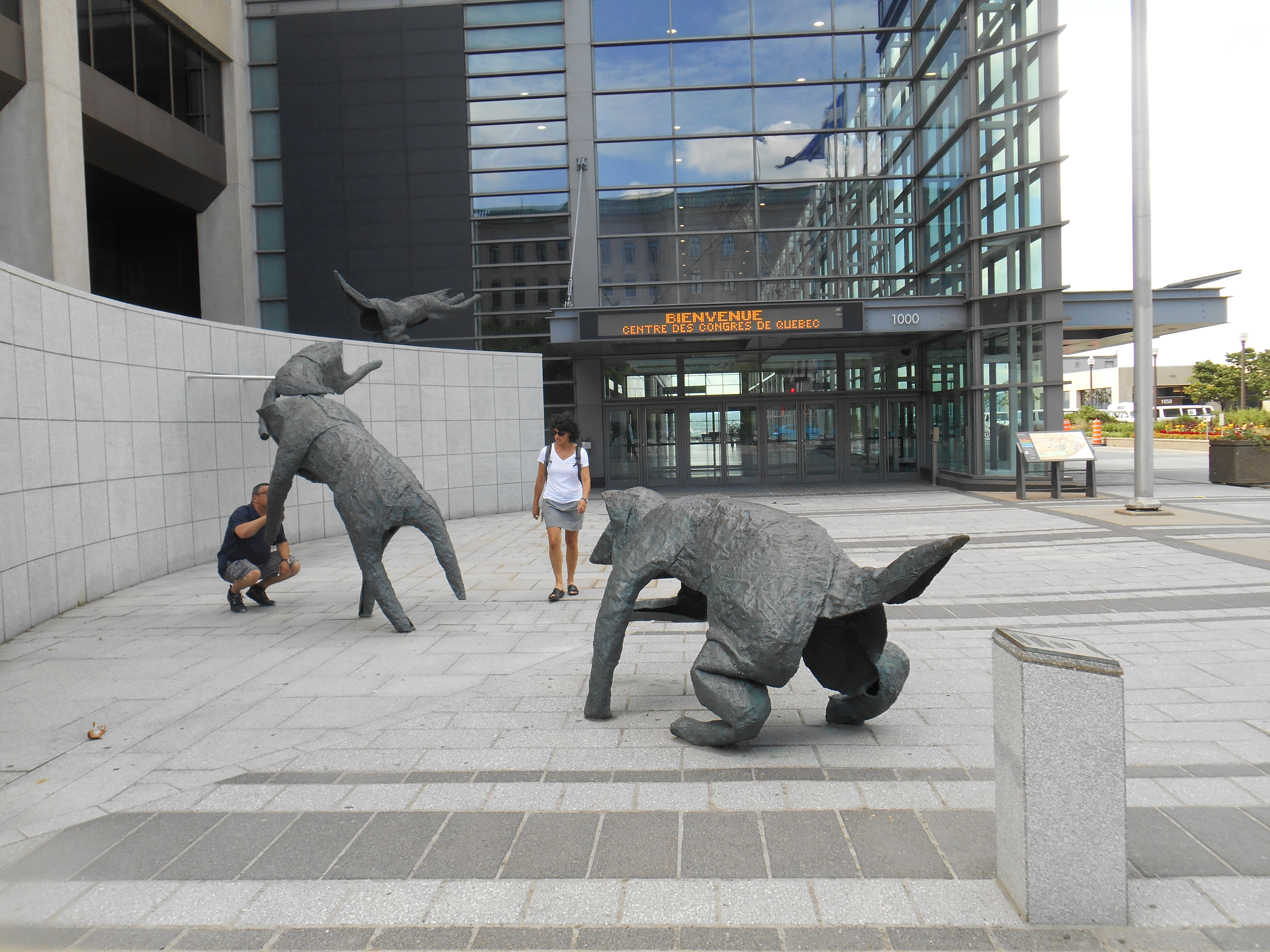
Le Quatuor d'Airain, 1996
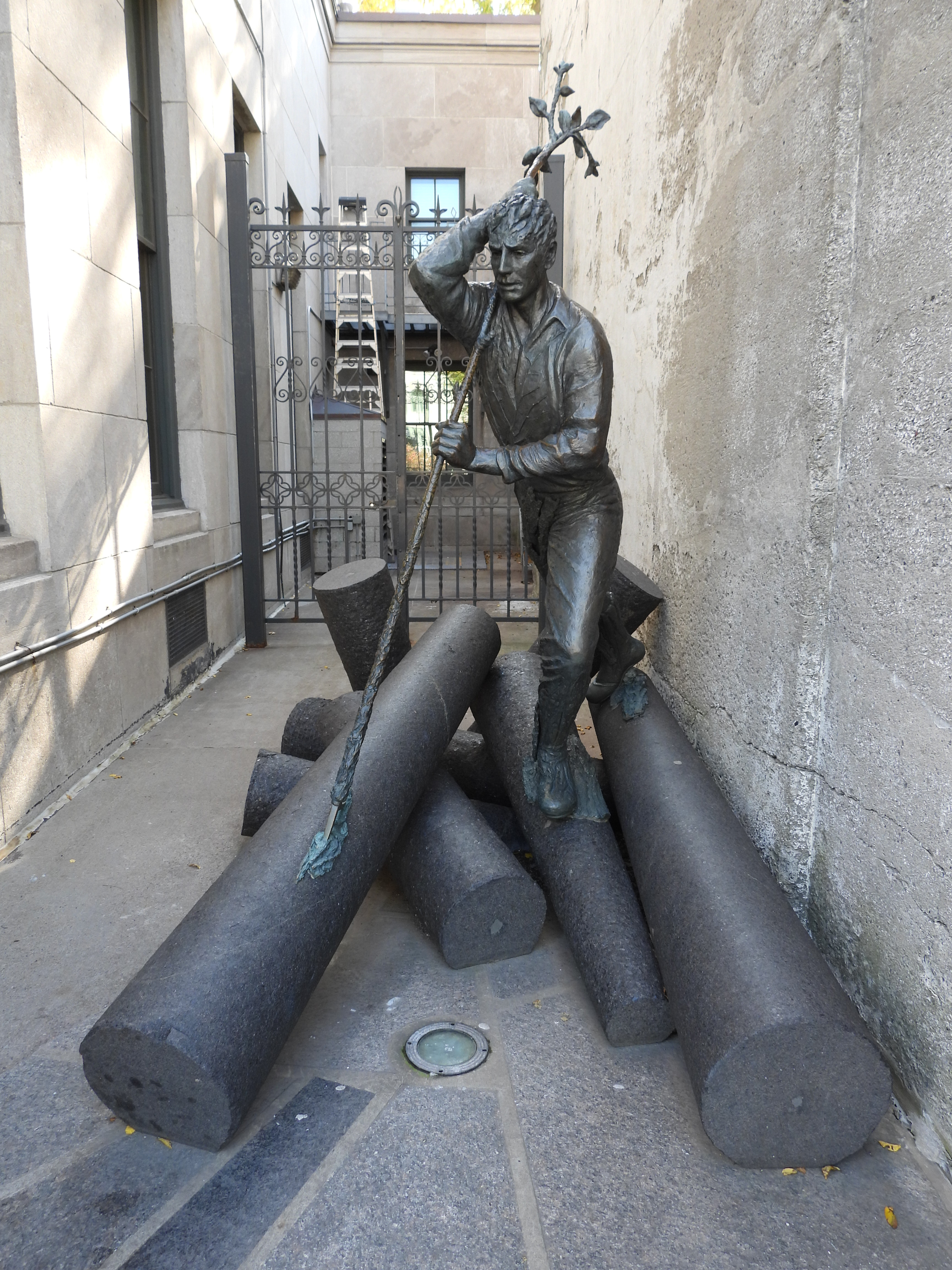
L'Homme-Rivière, 2002
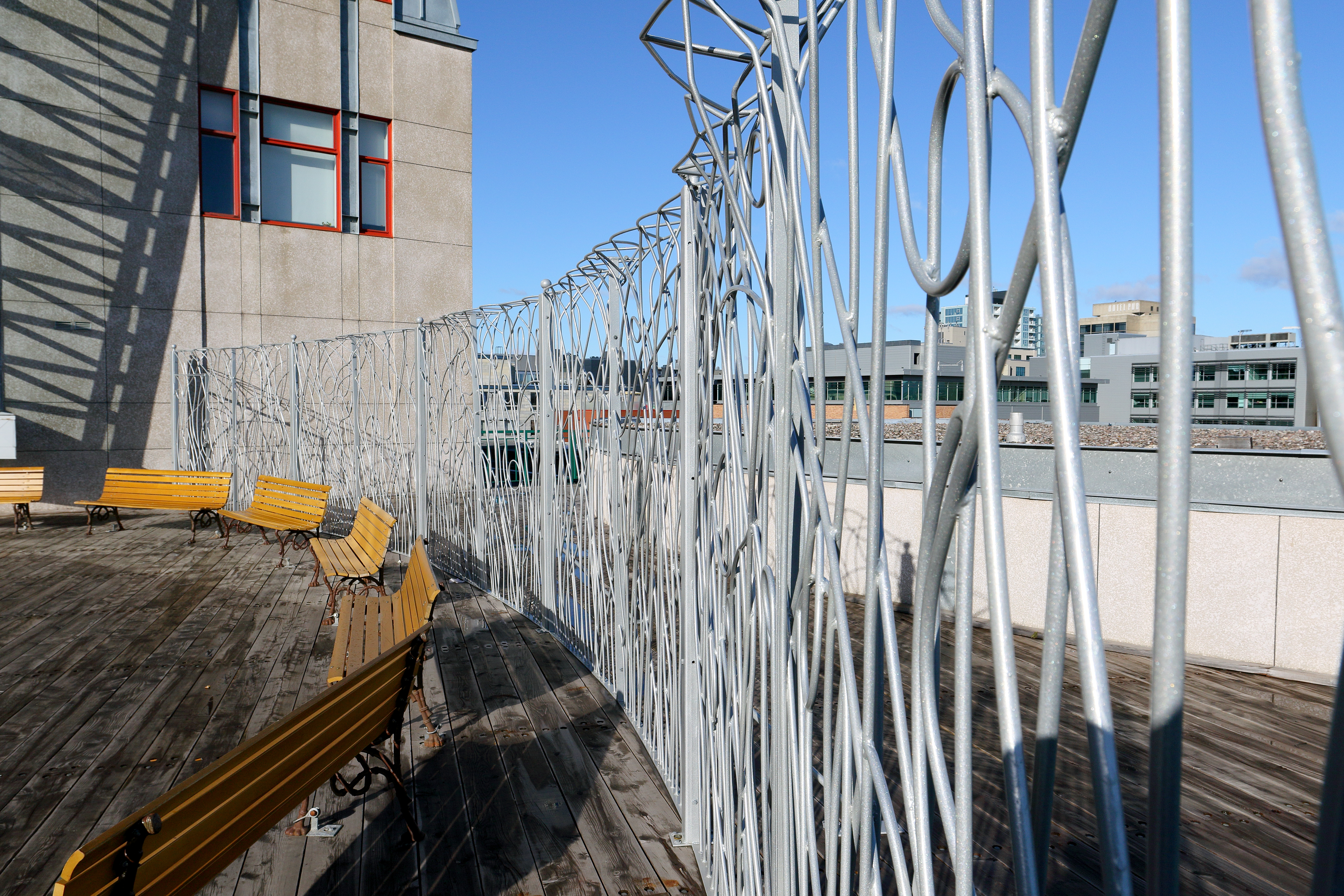
Racines, 1999

## Démarche
Artiste pluridisciplinaire, les œuvres de Lucienne Cornet ont tour à tour, intégrées les savoirs du dessin, de la sculpture, de la peinture et de l’estampe. Elle construit des œuvres à portée symbolique et narrative à partir de techniques et de matériaux multiples. La manipulation de la matière sous toutes ses formes caractérise son travail et appelle un rapport intimiste de la part du spectateur.

## Expositions (sélection)
Expositions individuelles
·       2011 : La coexistence des traits, Maison de la Culture du Plateau Mont-Royal, Montréal, QC.
·       2008 : Mutations errantes, Théâtre La Bordée, Québec, QC.
·       2004 : Nomade, Rouje art et événements, Québec, QC.
·       2003 : Nomade, Sculptures fragiles, Maison de la Culture Plateau Mont-Royal, Montréal, QC.
·       2000 : Carnet du jour, Galerie Rouje, Québec, QC.
·       1994 : Galerie Lacerte-Palardy et associés, Montréal, QC.
·       1992 : Galerie de l'Université de Moncton, Moncton, NB.
·       1993 : La mer – Incantations, Expression, Centre d'exposition de Saint-Hyacinthe, Saint-Hyacinthe, QC.
·       1991 : Œuvres récentes, Galerie Madeleine Lacerte, Québec, QC.
·       1990 : Le dessin dans de beaux draps, Galerie des Arts visuels, Université Laval, Québec, QC.
·       1987 : Circum peintures récentes, La Troisième Galerie, art contemporain, Québec, QC.
·       1986 : Images-mémoires, les 10 ans de la Galerie du musée, Musée du Québec et Galerie du Musée, Québec, QC.
·       1985 : Installations, Galerie d’art de Matane, CEGEP de Matane, Matane, QC.
·       1984 : Interférence, Galerie Michel Tétreault Art Contemporain, Montréal

## Art public (sélection)
·       2013 : Entre terre et ciel, 2013, bronze façonné patiné, bronze façonné doré, granit, 300 x 120 x 100 cm, Séminaire de Québec, Québec, QC
·       2007 : Résonnance infinie, acier corten, granit, 310 x 470 x 35 cm, Domaine Forget, Saint Irénée, QC.
·       2003 : L’Homme rivière, 2002, bronze, granit, 400 x 200 x 500 cm, Édifice Price, Québec, QC. 
·      1998 : Mémorial des Irlandais, pierre sèche, verre gravé, acier corten, bronze, mousse, 15 m x 250 cm, Grosse-Ïle-et-le-mémorial-des-irlandais, Parc Canada, QC. 
·       1996 : Mémoire vive, acier corten, granit, 300 x 300 x 300 cm. Domaine Forget, Saint-Irénée, QC.
·       1996 : Le Quatuor d’Airain, 1996, Bronze, granit, 300 x 1500 x 600 cm, 1996, Centre des Congrès de Québec, Québec, QC.
·       1992 : Métamorphoses, bronze façonné, bronze coulé, marbre, 300 x 600 x 150 cm, Foyer de la Salle Albert-Rousseau, Québec, QC.